# Мати Антонина (Јањић)
Антонина (световно Светлана Јањић; Вождовац, 17. март 1931 — Манастир Ћелије, 13. јун 2020) била је најистакнутија монахиња Манастира Ћелије.

## Биографија
Рођена је 17. марта 1931. у Београду у породици Благоја и Драгиње Јањић, добивши на крштењу име Светлана. У родном граду завршила је основну и средњу школу, као и курсеве дактилографије и стенографије – вештина захваљујући којима ће оставити драгоцена дела будућим генерацијама православних народа.
Године 1951, долази у манастир Ћелије у ком је као духовник службовао архимандрит Јустин Поповић (потоњи Преподобни Отац Јустин), велики мислилац, проповедник и писац. Будући да је познавала рад на куцаћој машини, сестра Антонина 1964. године отпочиње прекуцавање чувених „Житија светих“ и других дела Оца Јустина, чинећи то марљиво и са великом љубављу. На позив Гркиње Зои 1969. године, одлази у Атину да код чувеног ликовног уметника Николаса изучава иконографију. За само годину дана боравка у грчкој престоници, вредна и даровита Антонина овлавадава иконографијом византијског стила, а помало и грчким језиком.
По повратку у манастир Ћелије, у новом атељеу, наставља да ради иконопис и своје знање преноси сестрама манастира. Пуних тридесет година из ћелијске иконографске радионице излазиле су бројне празничне и славске иконе, које су украсиле домове верних широм света. Године 1972. манастир Ћелије почиње са издавањем сабраних дела Оца Јустина „Житија светих“, у чијој је припреми за штампу монахиња Антонина дала немерљив допринос.
Мати Антонина била је старија сестра високопреподобне мати Гликерије, дугогодишње игуманије манастира Ћелије.